# 西大井
西大井（にしおおい）は、東京都品川区の地名。現行行政地名は西大井一丁目から西大井六丁目。住居表示実施済区域。

## 地理
品川区南東部に位置する。北部は立会道路に接し、二葉に接する。東部は大井に接する。南部は大田区山王に接する。南西部は大田区東馬込に接する。西部は第二京浜に接し、これを境に品川区中延に接する。
町域内に光学通り（当地にあるニコンに由来）、滝王子通り、西大井本通りが通っている。また、横須賀線・湘南新宿ライン・相鉄線直通列車（品鶴線）の線路が通っており、北部の一丁目に西大井駅がある。当地は西大井駅前にマンション、ビルや商店などが見られるほかは主に住宅地となっている。

### 地価
住宅地の地価は、2025年（令和7年）1月1日の公示地価によれば、西大井5-16-2の地点で74万4000円/m2となっている。

## 歴史
- 1876年（明治9年） - 地租改正により、森耕地（森）が森前と森下に分割される[6]。
- 1917年（大正6年） - 日本光学工業（現ニコン）大井工場が開設[7]。
- 1926年（大正15年）9月 - 立会川から原・谷垂・森前を経由して馬込村方面へ至る路線バスが運行開始[8][9]。
- 1927年（昭和2年）5月 - 賛育会大井診療所が原に設置、同年森前に移り賛育会大井病院となる[10]。
- 1932年（昭和7年）10月1日 - 荏原郡大井町・荏原町が廃止され、東京市品川区（一部は荏原区）となる[11]。
- 1964年（昭和39年）9月15日 - 住居表示が実施され、西大井の町名が設定される[12]。

### 町名の変遷
地租改正前の地名の厳密な境界の比定は困難であるため、参考として記す。
| 現在         | 現在             | 住居表示前   | 東京市編入前             | 地租改正前   | 備考                       |
| 1964年から   | 1964年から       | 1964年まで   | 1932年まで               | 1876年まで   | 備考                       |
| ------------ | ---------------- | ------------ | ------------------------ | ------------ | -------------------------- |
| 西大井一丁目 | 大部分           | 大井森前町   | 森前                     | 森耕地（森） |                            |
| 西大井一丁目 | 5番の一部        | 大井森下町   | 森下                     | 森耕地（森） |                            |
| 西大井二丁目 | 大部分           | 大井原町     | 原                       |              | 字篠谷と若干の境界変更あり |
| 西大井二丁目 | 7,8番            | 大井金子町   | 篠谷                     | 狐窪         |                            |
| 西大井三丁目 | 西大井三丁目     | 大井出石町   | 出石                     |              |                            |
| 西大井四丁目 | 西大井四丁目     | 大井金子町   | 金子                     |              |                            |
| 西大井五丁目 | 品鶴線沿いの一部 | 大井伊藤町   | 金子                     |              |                            |
| 西大井五丁目 | 大部分           | 大井伊藤町   | 篠谷                     | 狐窪         |                            |
| 西大井五丁目 | 12番の大部分     | 大井伊藤町   | 原                       |              |                            |
| 西大井六丁目 | 1番を除く        | 大井伊藤町   | 谷垂                     |              | 北部で若干の境界変更あり   |
| 西大井六丁目 | 1番の西部        | 東中延四丁目 | 荏原町大字中延字一丁目   | （中延村）   | 字一町目とも記す           |
| 西大井六丁目 | 1番の東部        | 二葉町六丁目 | 荏原町大字上蛇窪字西耕地 | （上蛇窪村） |                            |

## 世帯数と人口
2023年（令和5年）1月1日現在（東京都発表）の世帯数と人口は以下の通りである。
| 丁目         | 世帯数     | 人口     |
| ------------ | ---------- | -------- |
| 西大井一丁目 | 1,568世帯  | 2,916人  |
| 西大井二丁目 | 1,849世帯  | 3,274人  |
| 西大井三丁目 | 1,131世帯  | 2,299人  |
| 西大井四丁目 | 1,745世帯  | 3,533人  |
| 西大井五丁目 | 2,255世帯  | 4,341人  |
| 西大井六丁目 | 1,870世帯  | 3,234人  |
| 計           | 10,418世帯 | 19,597人 |

### 人口の変遷
国勢調査による人口の推移。
| 年                 | 人口   |
| ------------------ | ------ |
| 1995年（平成7年）  | 18,353 |
| 2000年（平成12年） | 17,555 |
| 2005年（平成17年） | 18,452 |
| 2010年（平成22年） | 18,640 |
| 2015年（平成27年） | 19,214 |
| 2020年（令和2年）  | 19,971 |

### 世帯数の変遷
国勢調査による世帯数の推移。
| 年                 | 世帯数 |
| ------------------ | ------ |
| 1995年（平成7年）  | 7,984  |
| 2000年（平成12年） | 8,034  |
| 2005年（平成17年） | 8,824  |
| 2010年（平成22年） | 9,213  |
| 2015年（平成27年） | 9,473  |
| 2020年（令和2年）  | 10,259 |

## 学区
区立小・中学校に通う場合、学区は以下の通りとなる（2020年4月時点）。
| 丁目         | 番地    | 小学校               | 中学校                 |
| ------------ | ------- | -------------------- | ---------------------- |
| 西大井一丁目 | 全域    | 品川区立伊藤学園     | 品川区立伊藤学園       |
| 西大井二丁目 | 全域    | 品川区立伊藤学園     | 品川区立伊藤学園       |
| 西大井三丁目 | 全域    | 品川区立伊藤学園     | 品川区立伊藤学園       |
| 西大井四丁目 | 1〜7番  | 品川区立伊藤学園     | 品川区立伊藤学園       |
| 西大井四丁目 | その他  | 品川区立伊藤小学校   | 品川区立冨士見台中学校 |
| 西大井五丁目 | 全域    | 品川区立伊藤小学校   | 品川区立冨士見台中学校 |
| 西大井六丁目 | 2〜18番 | 品川区立伊藤小学校   | 品川区立冨士見台中学校 |
| 西大井六丁目 | その他  | 品川区立上神明小学校 | 品川区立冨士見台中学校 |

## 交通

### 鉄道
東日本旅客鉄道（JR東日本）
 横須賀線
- 西大井駅

 湘南新宿ライン
- 西大井駅

 相鉄線直通列車
- 西大井駅

### バス
東急バス荏原営業所の路線が3系統運行されている。太字のバス停が町域内に設置されている。
- 井01：大井町駅 - 二葉二丁目[注 1] - 西大井駅入口[注 1] - 荏原営業所
- 井05：大井町駅 - 西大井二丁目 - 大井原町 - 西大井駅
- 品川区コミュニティバス「しなバス」：大森駅北口 - 西大井二丁目 - 大井原町 - 西大井駅

## 事業所
2021年（令和3年）現在の経済センサス調査による事業所数と従業員数は以下の通りである。
| 丁目         | 事業所数  | 従業員数 |
| ------------ | --------- | -------- |
| 西大井一丁目 | 106事業所 | 1,573人  |
| 西大井二丁目 | 91事業所  | 710人    |
| 西大井三丁目 | 32事業所  | 101人    |
| 西大井四丁目 | 90事業所  | 382人    |
| 西大井五丁目 | 105事業所 | 510人    |
| 西大井六丁目 | 124事業所 | 1,011人  |
| 計           | 548事業所 | 4,287人  |

### 事業者数の変遷
経済センサスによる事業所数の推移。
| 年                 | 事業者数 |
| ------------------ | -------- |
| 2016年（平成28年） | 512      |
| 2021年（令和3年）  | 548      |

### 従業員数の変遷
経済センサスによる従業員数の推移。
| 年                 | 従業員数 |
| ------------------ | -------- |
| 2016年（平成28年） | 4,034    |
| 2021年（令和3年）  | 4,287    |

## 施設

### 官公庁・公共施設
- 大井第三地域センター[26]
- 大井警察署西大井地域安全センター[27]
- 品川区 児童センター伊藤[28]
- 品川区 児童センター冨士見台[28]
- 西大井創業支援センター[29]
- 品川区立西大井福祉園（生活介護・就労継続支援B型）[30]
- 品川区立かがやき園（生活介護・施設入所支援・短期入所）[31]
- 品川区立西大井つばさの家（グループホーム）[32]

### 公園
出典：
- 品川区立西大井広場公園
- 品川区立西大井緑地公園
- 品川区立金子山公園
- 品川区立原っぱ公園
- 品川区立出石公園
- 品川区立西の森公園
- 品川区立谷垂公園
- 品川区立森前公園

### 教育機関
- 品川区立伊藤幼稚園
- 品川区立西大井保育園
- 品川区立伊藤小学校
- 品川区立冨士見台中学校
- 品川翔英幼稚園
- 品川翔英小学校
- 品川翔英中学校
- 品川翔英高等学校
- 朋優学院高等学校

### 郵便局・金融機関
- 品川西大井二郵便局
- 品川西大井五郵便局
- みずほ銀行 西大井出張所 (ATM)
- 城南信用金庫 西大井支店
- さわやか信用金庫 大井支店

### 神社仏閣
- 養玉院如来寺
- 水神社
- 杉森稲荷神社
- 英倫寺
- 金子山稲荷神社

### 企業
- ニコン 本社/イノベーションセンター
- ニコン 大井製作所
- ニコンシステム
- ニコンスタッフサービス
- ワイヤードジャパン
- ユカマテリアル

### その他施設等
- コアスターレ西大井ショッピングセンター
- ジェイタワー西大井

### 温泉 ・ 銭湯施設
- みどり湯
- ピース湯

### 店舗
- 原町商店会
- 西大井駅前ショッピングセンター
- 伊藤町商店会
- 山王銀座商店会
- マルエツ プチ 西大井駅前店
- 文化堂 西大井店
- コインランドリーピエロ西大井

## 史跡
- 伊藤博文墓所[34]　生前は伊藤博文の別邸で、晩年の伊藤は当地で暮らしていた。当地一帯は伊藤という地名となり、旧名の大井伊藤町はそれに由来する。この地名は現在でも小中一貫校伊藤学園（大井）、伊藤小学校などに残っている。
- 養玉院如来寺
- 品川区　元禄八年銘道標
- 大井・原の水神池

## ギャラリー

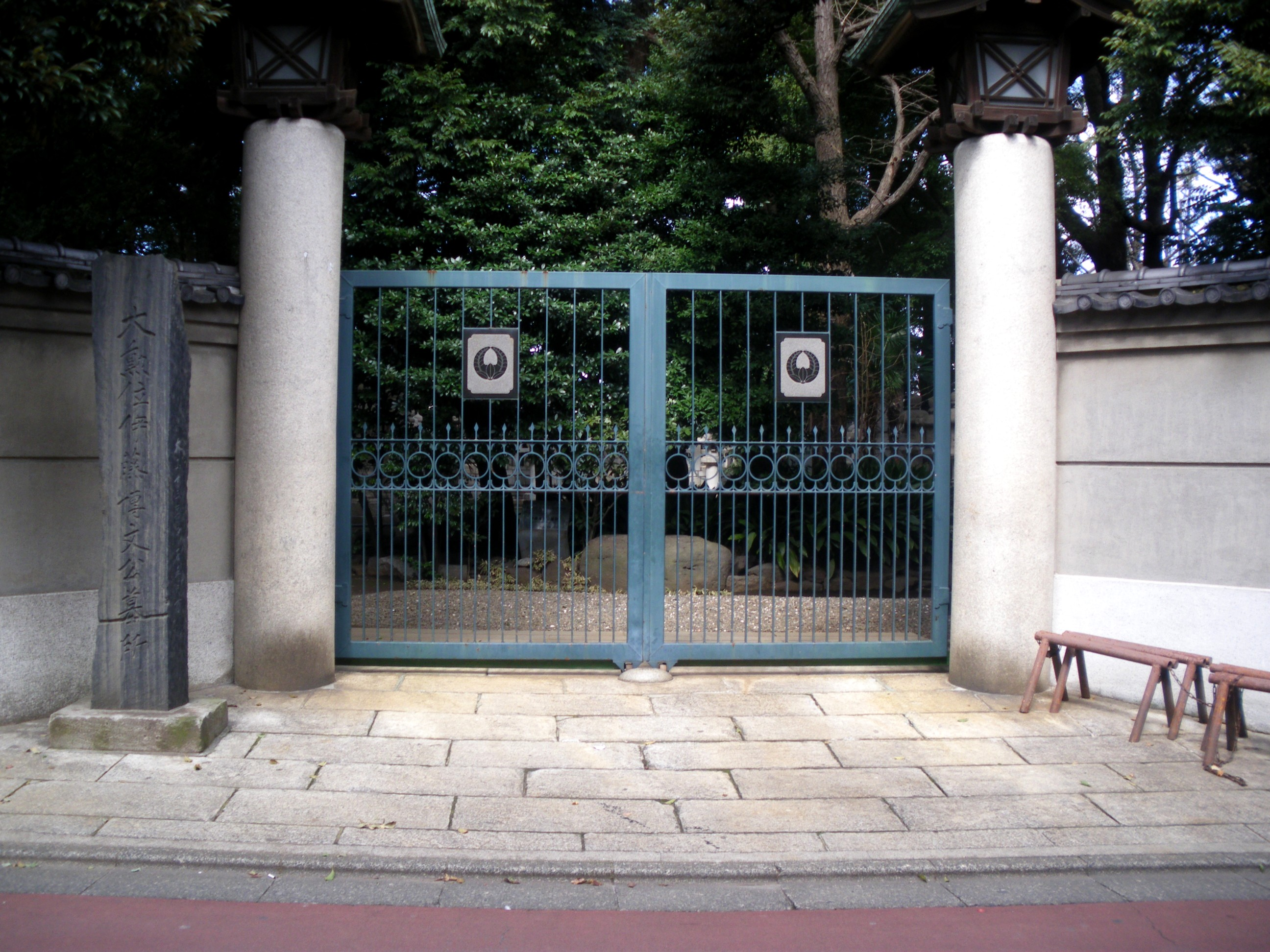
伊藤博文墓所
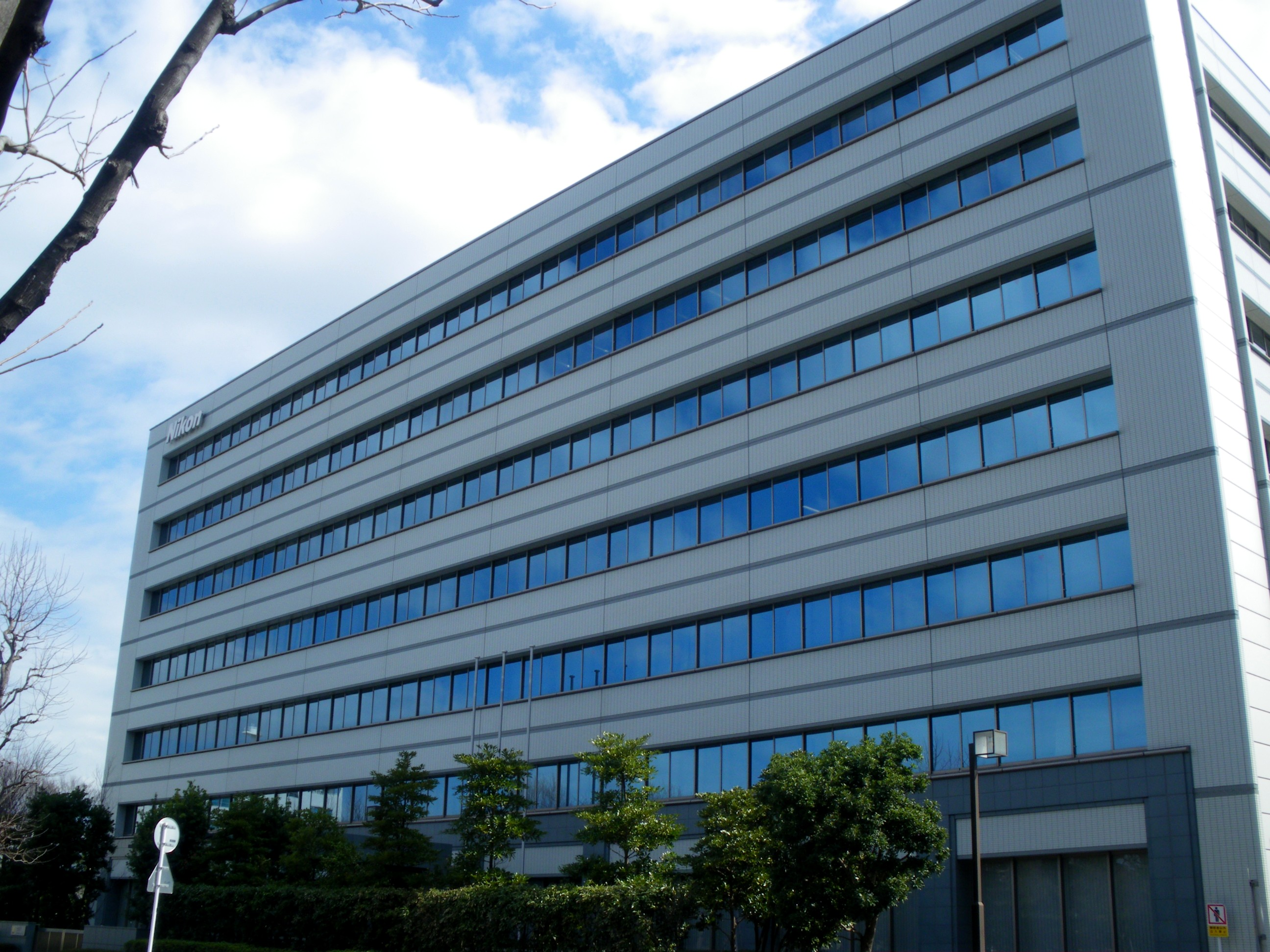
ニコン大井製作所
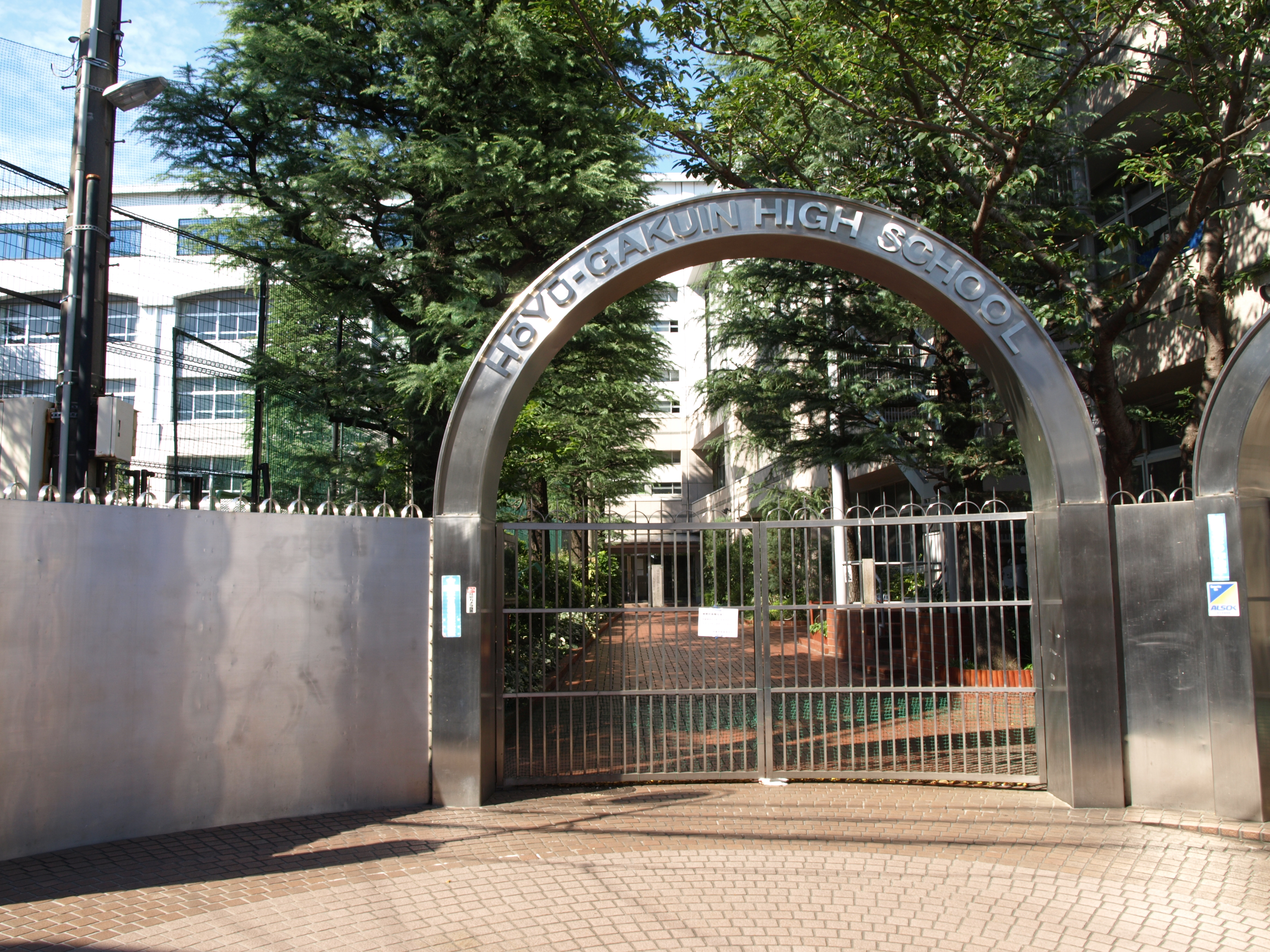
朋優学院高等学校 旧校門
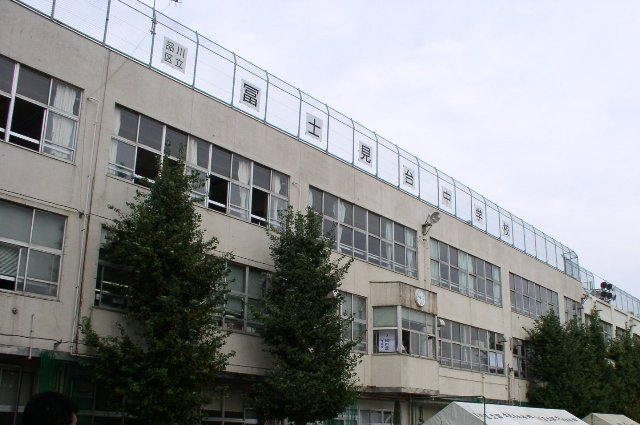
品川区立冨士見台中学校
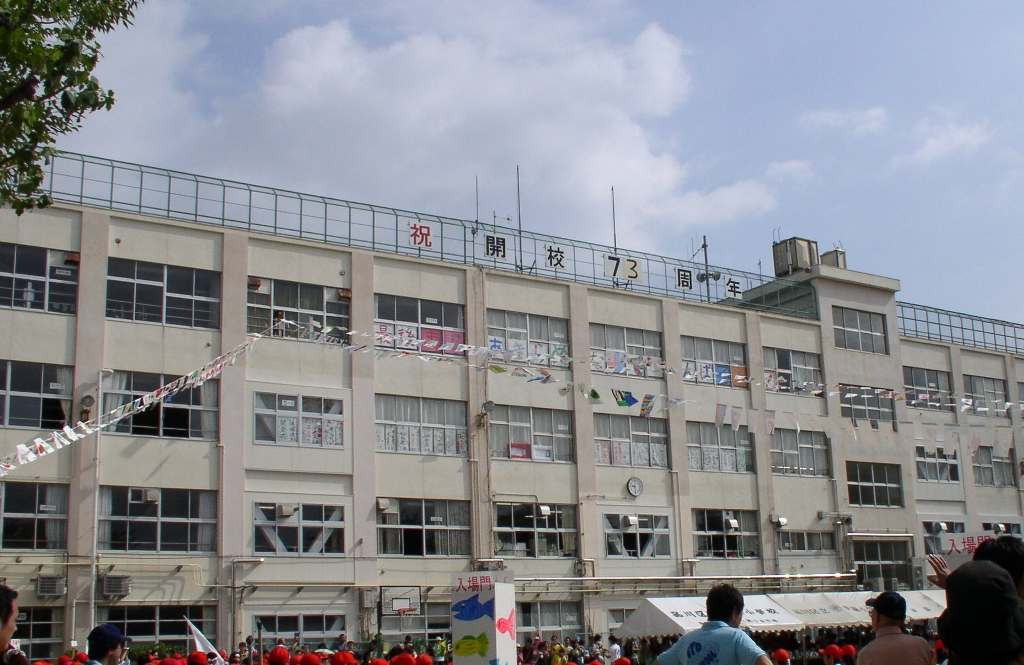
品川区立伊藤小学校
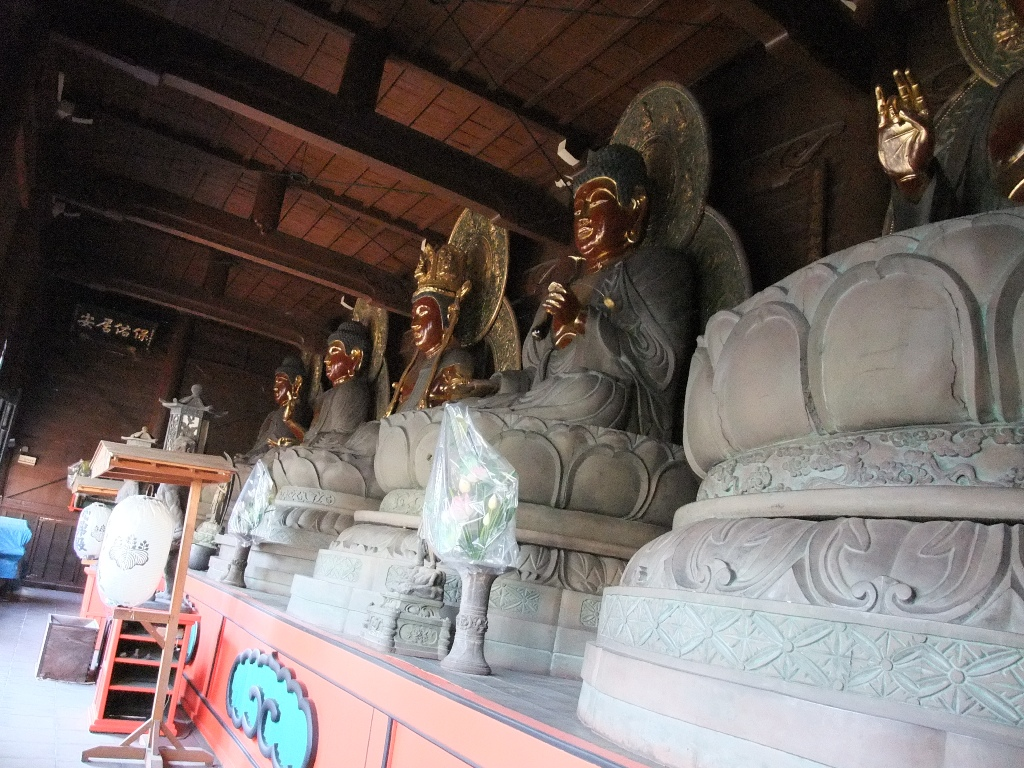
養玉院如来寺

## 祭事・催事
- 新春餅つき大会 - 1月
- 下神明天祖神社節分祭（豆まき） - 2月
- 品川区民まつり
- 品川納涼祭
- 下神明天祖神社例大祭 - 9月
- 蛇窪神社例大祭 - 9月
- しろへびサミット in しながわ - 9月

## その他

### 日本郵便
- 郵便番号 : 140-0015[3]（集配局 : 品川郵便局[35]）。